# Linta
Le Linta est un fleuve du versant ouest de Madagascar, dans la région Atsimo-Andrefana. Il se jette dans l'Océan Indien à Androka.

## Géographie

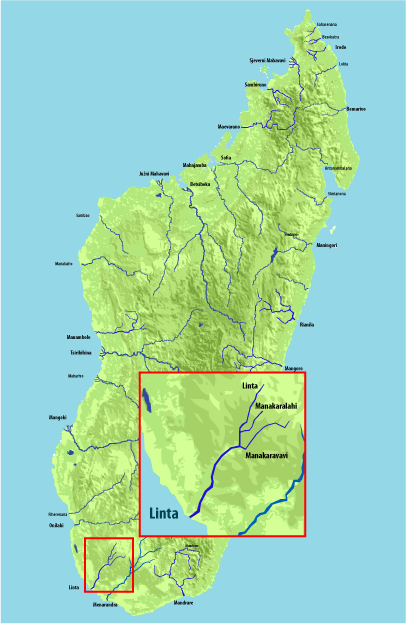
Le bassin collecteur du Linta.

L'embouchure du Linta dans l'Océan Indien  s'effectue à proximité d'Androka

### Bassin versant
Le Linta fait partie, aussi par convention, des bassins versants méridionaux de Madagascar, et c'est le premier plus important à l'ouest de ce découpage. Le bassin versant voisin à l'est est celui du Menarandra.

## Affluents
Il a pour affluent gauche le Manakaralahy : confluence 24° 29′ 02″ S, 44° 30′ 41″ E.